# Nahal Oz
Nahal Oz (en hebreo: נחל עוז) es un kibutz ubicado en el Distrito Meridional de Israel, está situado en la parte noroeste del Desierto de Néguev, cerca de la frontera con la Franja de Gaza, y cerca de las ciudades de Sederot y Netivot. El kibutz está bajo la jurisdicción del Consejo Regional Shaar HaNéguev. En 2018, el kibutz tenía una población de 404 habitantes.

## Historia

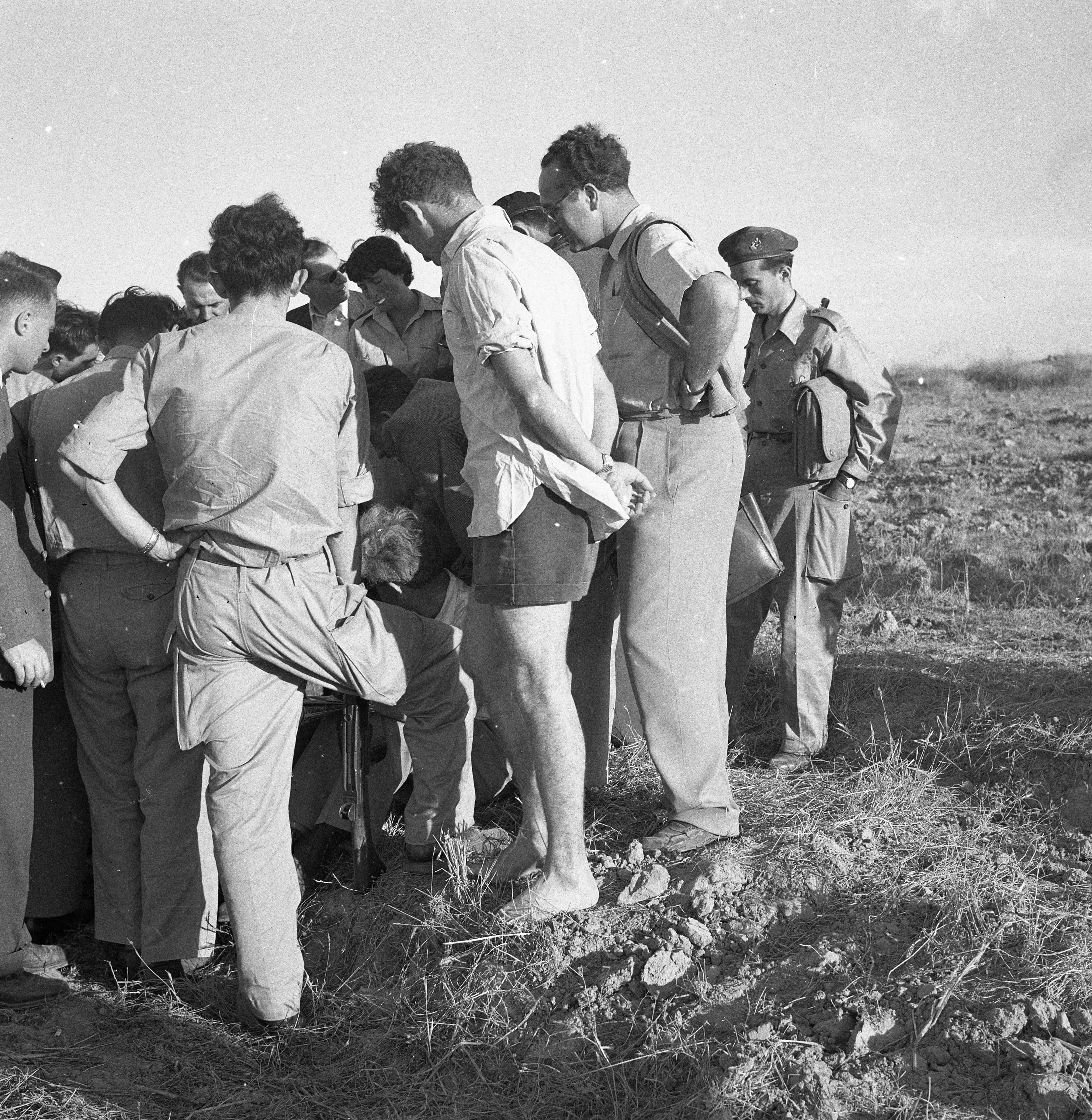
Residentes de Nahal Oz y soldados el 2 de noviembre de 1956 del archivo Boris Karmi, la Biblioteca Nacional de israel

El kibutz fue fundado en 1951 como un asentamiento de la Brigada Nahal. En 1953 el kibutz se convirtió en una comunidad civil. La privatización del kibutz comenzó en 1997.
La agricultura del kibutz se basa en los cultivos, en una granja lechera y en una granja de pollos. El kibutz tiene una fábrica para producir tuercas y tornillos, así como una empresa de alta tecnología.
El 22 de agosto de 2014, durante la Operación Margen Protector, un niño de cuatro años llamado Daniel Tragerman fue asesinado por la explosión de un proyectil de mortero disparado desde la Franja de Gaza.

### Ataque de Hamás
Durante el ataque de Hamás del 7 de octubre de 2023 docenas de militantes entraron en el kibutz, comenzaron a irrumpir en las casas y dispararon a los residentes, asesinando a 15 civiles y secuestrando a otros ocho. La localidad fue ocupada por Hamás durante 12 horas, hasta que las Fuerzas de Defensa de Israel (FDI) neutralizaron a los militantes y recuperaron el control del kibutz. Durante el ataque Hamás secuestró a una familia con tres hijos y los llevó a Gaza. El secuestro fue transmitido en vivo utilizando el teléfono móvil de la madre.